# هيثم سمرين
هيثم سمرين (مواليد 7 فبراير 1977) لاعب كرة قدم أردني يشغل مركز الدفاع في نادي الوحدات الأردني. يمتاز هذا اللاعب بالطول الفارع الذي يساعده في تشتيت الكرات العالية.
بدأ ممارسة الكرة في نادي الوحدات عام 1990 وقد تدرج بالفئات العمرية وصولا إلى الفريق الأول.

## روابط خارجية
- هيثم سمرين على موقع قاعدة بيانات كرة القدم.إي يو (الإنجليزية)
- هيثم سمرين على موقع ناشيونال فوتبول تيمز (الإنجليزية)
- هيثم سمرين على موقع كووورة